# Atopomyrmex cryptoceroides
Atopomyrmex cryptoceroides Emery, 1892 è una formica della sottofamiglia Myrmicinae.

## Descrizione

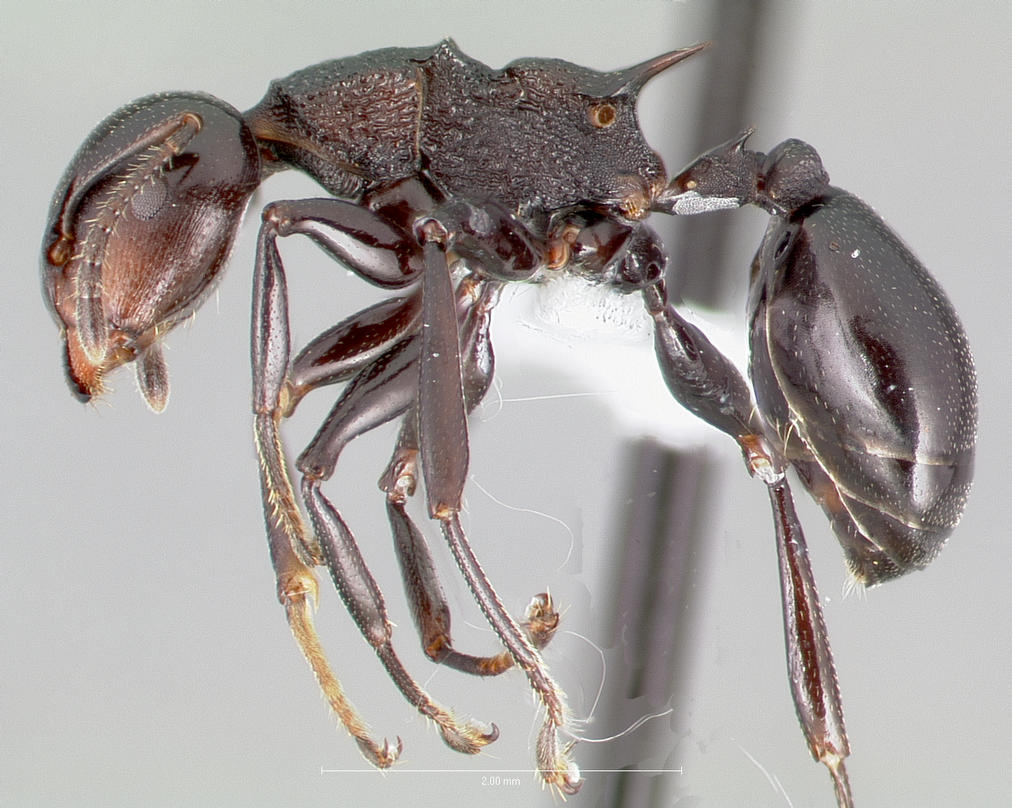
Visione laterale
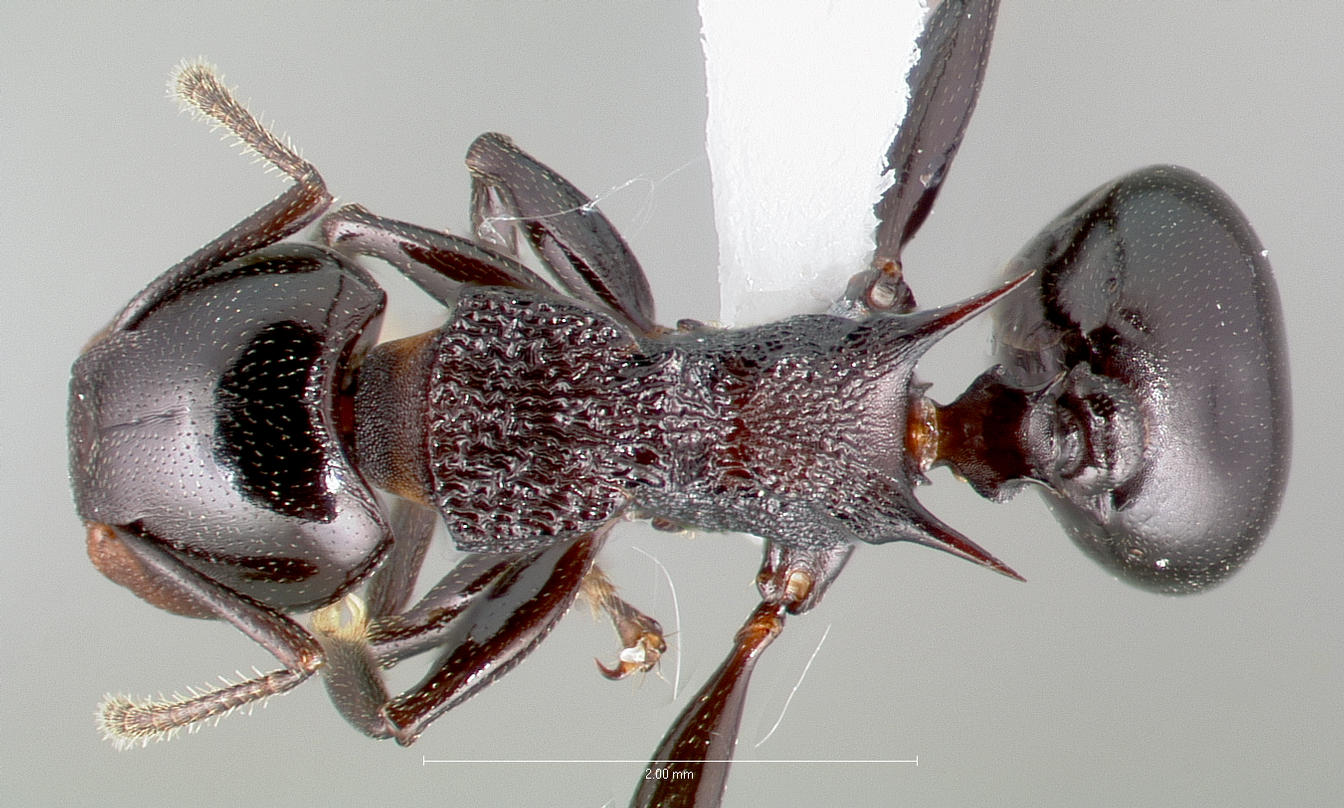
Visione dorsale
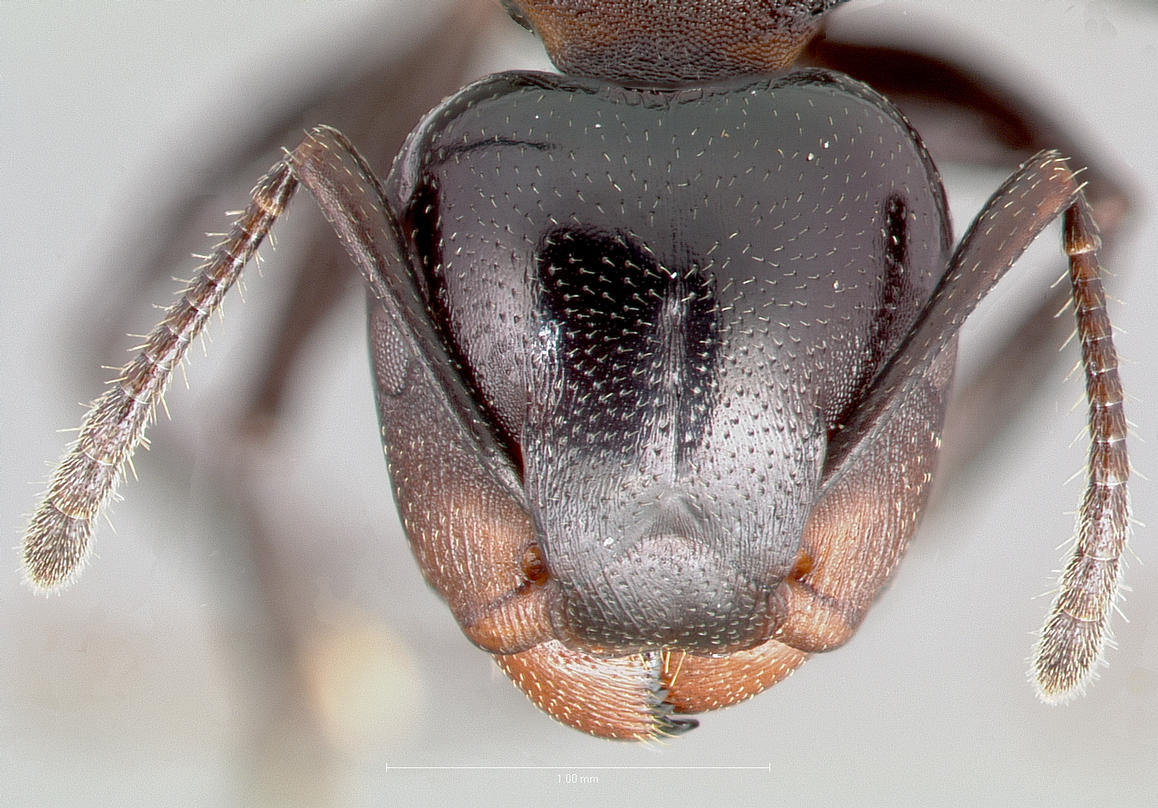
Testa

## Distribuzione e habitat
La specie è presente in vari stati africani (Camerun, Ghana, Guinea, Costa d'Avorio, Repubblica Democratica del Congo, Sierra Leone e Zimbabwe).